# Corpus Christi (série télévisée)
Pour les articles homonymes, voir Corpus Christi.
Corpus Christi est une série documentaire en douze parties réalisées par Jérôme Prieur et Gérard Mordillat qui présente l'état de la recherche historique sur Jésus de Nazareth. Elle a commencé par une série de cinq émissions télévisées diffusée en 1997 sur la chaîne franco-allemande ARTE puis a été complétée de sept autres émissions l'année suivante.
Les origines du christianisme y sont traitées au travers de l'étude de l'Évangile selon Jean par vingt-sept chercheurs laïcs et théologiens de confessions diverses.

## Intervenants
Les différents intervenants qui ont participé à l'émission sont :
- Christian-Bernard Amphoux du CNRS (France)
- Marie-Émile Boismard et Étienne Nodet de l'École biblique de Jérusalem
- Pierre Grelot et Charles Perrot de l'Institut catholique
- Daniel Schwartz et Guy Stroumsa de l'université hébraïque de Jérusalem
- Étienne Trocmé de l'université de Strasbourg
- Enrico Norelli de l'université de Genève
- Martin Hengel de l'université de Tübingen
- Pierre Geoltrain de l'École pratique des hautes études (France)
- Émile Puech de l'École biblique de Jérusalem
- Joe Zias archéologue
- Alan Culpepper de l'université Mercer à Atlanta
- Joseph A. Fitzmyer de l'université catholique de Washington
- Jean-Pierre Lémonon de l'université catholique de Lyon
- Gerd Theissen de l'université de Heidelberg
- Hyam Maccoby du Leo Baeck College de Londres
- Daniel Marguerat de l'université de Lausanne
- Sean Freyne du Trinity College de Dublin
- Malcolm Lowe du centre chrétien d'études juives de Jérusalem
- Jean-Marie Sevrin de l'université catholique de Louvain
- Frans Neirynck de l'université de Louvain
- Moshé Bar-Ascher (en) de l'université de Jérusalem
- Ennio Floris de l'université de Genève
- Christian Grappe de l'université Strasbourg-II
- Éric Junod de l'Université de Lausanne.

## Épisodes

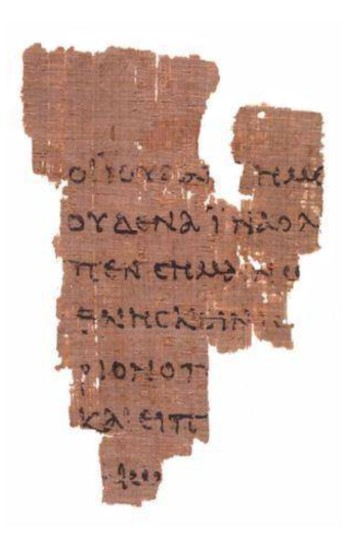
Le Papyrus Rylands

Chaque épisode commence de la même façon, par la présentation du Papyrus Rylands, le plus ancien fragment daté du IIe siècle d'un manuscrit de l'Évangile selon Jean, et dont le texte conservé est un extrait du récit de la Passion (XIX 16-19) écrit en grec. Ensuite un des intervenants lit cet extrait « Ils prirent donc Jésus. Et il sortit portant sa croix, et vint au lieu-dit du Crâne – ce qui se dit en hébreu Golgotha – où ils le crucifièrent et avec lui deux autres : un de chaque côté et, au milieu Jésus. »
L'ordre des épisodes dans sa version intégrale est le suivant :

### 1997
1. Crucifixion
2. Jean le Baptiste
3. Temple
4. Procès
5. Barabbas
6. Roi des Juifs

### 1998
1. Judas
2. Pâque
3. Résurrection
4. Christos
5. Le Disciple bien-aimé
6. Selon Jean

## Audience
Les épisodes diffusés sur Arte ont connu une audience allant jusqu'à quatre millions de spectateurs, taux exceptionnel pour cette chaîne.

## Distinction

### Récompense
Corpus Christi a été récompensé par le prix Clio de l'Histoire, la médaille Yedi Frends et le Golden Rainbow du Cambridge Historical Film Festival,.

## Controverse
La diffusion de la série documentaire et des analyses qu'elle avance sur la formation de l'Église (formation à rebours de ce que l'histoire chrétienne prête comme intentions à Jésus) a fait l'objet de polémiques et de débats. Jean-Marie Salamito, un universitaire catholique spécialiste de littérature et de théologie, a notamment contesté la forme et le fond des émissions, à l'occasion de débats radiophoniques (émission Répliques du 28 mars 2009) et en publiant Les Chevaliers de l'Apocalypse (Lethielleux/Desclée de Brouwer). Cela n'a pas empêché l'écho considérable de ces films après leur première diffusion sur Arte en 1997-1998, cette série étant citée en exemple par de nombreux chercheurs de toute discipline pour son sérieux scientifique et son souci de la transmission des connaissances et avancées de la recherche à l'extrême fin du XXe siècle. 